# Виситор
Виситор (серб. Виситор) — гора в Черногории.

## Название
Вероятно, название горы образовано от латинского глагола «visum» — «видеть», так как гора относительно высока, и с ей вершины видно значительное расстояние.

## География
Расположена на территории черногорской общины Плав, в нескольких километрах от границы с общиной Гусине.
Расположена на северо-востоке страны, в гористой её части.
Является частью Динарского нагорья — горной системе, покрывающей северо-запад Балканского полуострова — и горного массива Проклетие, пролегающего с северо-востока на юго-запад по границе Черногории и частично признанного государства Республика Косово, согласно административно-территориальному делению Республики Сербия являющемуся автономным краем Косово и Метохия, а также по северу Республики Албания.
Высочайший пик горы имеет высоту 2211 метров. Большая часть наиболее высоких пиков горы сложена из известняка времён триасового периода мезозойской эры фанерозойского эона.
На высоте 1820 метров расположен ледниковый цирк, внутри которого находится озеро. Вокруг озера растёт хвойный лес.
Восхождение на гору затруднено крутыми склонами и лесами, покрывающими значительную часть склонов Виситора. Таким образом, путь к вершине пролегает через лиственный, смешанный и хвойный леса.